# 69th Street Transportation Center
Centro de transporte de la calle 69  (en inglés: 69th Street Transportation Center) es una estación de ferrocarril en la línea Market–Frankford, la Ruta 101, la Ruta 102 y la línea Púrpura del Metro de Filadelfia. La estación se encuentra localizada en 69th Street & Market Street en Upper Darby, Pensilvania. La estación 69th Street Transportation Center fue inaugurada el 4 de marzo de 1913. La Autoridad de Transporte del Sureste de Pensilvania (por sus siglas en inglés SEPTA) es la encargada por el mantenimiento y administración de la estación.

## Descripción y servicios
La estación 69th Street Transportation Center cuenta con 4 plataformas centrales y 2 laterales y 8 vías. La estación cuenta con el servicio de trenes locales, es decir que operan todos los días entre 8:30 a. m. y 3:45 p. m., todas las noches, fines de semana y días festivos.

## Conexiones
La estación es abastecida por las siguientes conexiones: 
- Rutas de autobuses SEPTA: 21, 30, 65 
 Suburbanos: 103-113, 116, 120, 123, 126